# Stiftung Deutsche Leukämie- & Lymphom-Hilfe
Die Stiftung Deutsche Leukämie- & Lymphom-Hilfe ist eine rechtsfähige Stiftung des bürgerlichen Rechts mit Sitz in Bonn, die es sich zum Ziel gesetzt hat, die Versorgung von Leukämie- und Lymphom-Patienten nachhaltig zu verbessern.

## Gründung durch Deutsche Leukämie- & Lymphom-Hilfe e.V. (DLH)
Die Stiftung wurde am 4. Oktober 2010 durch die Selbsthilfeorganisation Deutsche Leukämie- & Lymphom-Hilfe e. V. (DLH) gegründet.
Der Verein sah in der Errichtung einer Stiftung die Möglichkeit, seinen Wirkungskreis deutlich zu erweitern und neben der Förderung der Selbsthilfe auch Forschungsvorhaben und in Not geratene Leukämie- und Lymphom-Patienten zu unterstützen.
Außerdem war der Verein DLH zuvor mit einigen anderen von der Pharmaindustrie gesponserten Patientenorganisationen in die Kritik geraten.
Der Verein erkannte, dass die Pharmaindustrie „aufgrund einiger stark umsatz- und werbeorientierter Protagonisten keinen zweifelsfreien Ruf in der Selbsthilfeszene und darüber hinaus“ habe.
Da andere Geldgeber wie die Krankenkassen mit bürokratischen Hürden abschrecken, und öffentliche Gelder nur sehr spärlich flössen, sollte die Stiftung Deutsche Leukämie- & Lymphom-Hilfe auch eine Rolle in der finanziellen Unterstützung des DLH-Bundesverbandes und seiner Gruppen übernehmen, um so die Abhängigkeit von anderen Geldgebern weiter zu verringern.
Die Stiftung nimmt, ebenso wie der Verein, keine Gelder von der Pharmaindustrie an. Sie ist Unterzeichnerin der Initiative Transparente Zivilgesellschaft.

## Finanzen
Die Stiftung verfügt über ein Grundstockvermögen in Höhe von 105.750 Euro. Im Jahr 2020 hatte die Stiftung Einnahmen von insgesamt 635.262,68 Euro, darunter 1.035,50 Euro Zins- und Dividendenerträge, 184.888,61 Euro Spenden und 154.900,00 Euro Bußgelder.
In den ersten Jahren ihres Bestehens setzte sich die Stiftung in Projekten für Patienten mit Leukämien und Lymphomen ein. Dazu gehören die finanzielle Unterstützung der Selbsthilfe und in Not geratener Einzelpersonen sowie die Förderung einer Studie zur Linderung der Symptome einer Chemotherapie-induzierten Polyneuropathie.
Dank der kontinuierlich wachsenden Spenden konnte die Stiftung ihre Fördertätigkeiten ausweiten und weitere Forschungsprojekte unterstützen. Seit Beginn des Jahres 2018 bietet sie finanzielle Hilfestellung für Blutkrebspatienten, die vor ihrer Therapie fruchtbarkeitserhaltende Maßnahmen durchführen lassen möchten. Diese werden von den gesetzlichen Krankenkassen nicht finanziert.
Die Stiftung hat außerdem im Jahr 2012 eine erste Unterstiftung, die Hermann-Josef Beckmann-Stiftung, in ihre Treuhänderschaft genommen. Namensgeber der Stiftung ist Hermann Josef Beckmann, welcher der DLH einen Teil seines Vermögens hinterließ. Der Verein sollte damit eine Stiftung gründen, welche die Erforschung des Multiples Myelom und die Unterstützung von Selbsthilfegruppen für Patienten mit dieser Erkrankung zum Ziel hat.
Im Jahr 2014 hat die Stiftung einen wirtschaftlichen Geschäftsbetrieb, die Tagungsschmiede, gegründet. Diese organisiert Veranstaltungen für dritte Personen. Der Gewinn, den sie hierbei erwirtschaftet, fließt zu 100 % den Stiftungszwecken zu.

## Zweck
Die Stiftung verfolgt ausschließlich gemeinnützige und mildtätige Zwecke. Die Schwerpunkte liegen dabei auf folgenden Gebieten:
- Sicherung und Wahrung der finanziellen Unabhängigkeit von Patienten-Selbsthilfeorganisationen, speziell der Deutschen Leukämie- & Lymphom-Hilfe e. V. und ihrer Untergliederungen
- Unterstützung von geeigneten Maßnahmen zur Bekämpfung und Linderung von bösartigen Erkrankungen des Blut- und Lymphsystems
- Finanzielle Zuwendungen in besonderen Einzelfällen
- Zusammenarbeit mit anderen Institutionen der Onkologie
- Mitwirkung bei der Vergabe von Forschungsaufträgen
- Vergabe von Förderpreisen und -stipendien für wissenschaftliche Arbeiten zu den Krankheitsbildern Leukämien und Lymphome

## Organe
Die Arbeit der Stiftung wird von zwei Organen geleistet: dem Stiftungs-Kuratorium und dem Stiftungsvorstand.
Das Kuratorium wird alle 2 Jahre vom DLH-Vereinsvorstand gewählt und besteht zu mindestens 60 % aus Personen, die dem Vorstand des DLH-Vereins angehören.
Das Kuratorium der Stiftung beruft die Vorstandsmitglieder der Stiftung.
Vorsitzender des Stiftungskuratoriums ist Ralf Rambach, Vorsitzende des Stiftungsvorstands ist Sabine Praß.

## Weblink
- Offizielle Website